# Bouryn
Bouryn (en ukrainien : Буринь ; en russe : Бурынь) est une ville de l'oblast de Soumy, en Ukraine. Sa population s'élevait à 8 197 habitants en 2022.

## Géographie
Bouryn est située à 76 km au nord-ouest de Soumy et à 247 km à l'est-nord-est de Kiev.

## Histoire
Bouryn est mentionnée pour la première fois en 1392 et a le statut de ville depuis 1964.
Le 24 février 2022, la ville est prise par les forces armées de la fédération de Russie dans le cadre de leur invasion de l'Ukraine.
En avril 2022, les forces ukrainiennes reprennent le contrôle de Bouryn, à la suite du retrait des troupes russes de l'oblast de Soumy, dans le nord de l'Ukraine.

## Population
Recensements (*) ou estimations de la population :
| 1860  | 1895  | 1913  | 1923* | 1926* | 1939* |
| ----- | ----- | ----- | ----- | ----- | ----- |
| 2 893 | 4 192 | 5 911 | 858   | 1 325 | 9 800 |

| 1959* | 1970*  | 1979*  | 1989*  | 2001*  | 2013  |
| ----- | ------ | ------ | ------ | ------ | ----- |
| 8 596 | 10 001 | 11 591 | 12 893 | 11 678 | 9 134 |

| 2014  | 2015  | 2016  | 2017  | 2018  | 2019  |
| ----- | ----- | ----- | ----- | ----- | ----- |
| 9 031 | 8 920 | 8 836 | 8 787 | 8 724 | 8 591 |

| 2022  | - | - | - | - | - |
| ----- | - | - | - | - | - |
| 8 197 | - | - | - | - | - |